# سینا اسدبیگی
سینا اسدبیگی  (زادهٔ ۲۶ تیر ۱۳۷۶) بازیکن فوتبال اهل ایران است که در پست هافبک دفاعی برای باشگاه فولاد خوزستان بازی میکند.

## دوران باشگاهی

### ذوب‌آهن
وی نخستین بازی خود در لیگ برتر را در هفتهٔ هجدهم لیگ برتر فوتبال ایران ۱۴۰۰–۱۳۹۹ مقابل پیکان انجام داد، جایی که در دقیقهٔ ۷۹ به جای قاسم حدادی‌فر وارد زمین شد.

### پرسپولیس
اسدبیگی در تاریخ ۵ مرداد ۱۴۰۱ با عقد قراردادی سه ساله به باشگاه فوتبال پرسپولیس پیوست.

فولاد
وی بدلیل...

## افتخارات

#### پرسپولیس
- لیگ برتر خلیج فارس
  - قهرمان (۲): ۰۲–۱۴۰۱، ۰۳–۱۴۰۲
- جام حذفی فوتبال ایران
  - قهرمان (۱): ۱۴۰۲–۱۴۰۱
- سوپر جام فوتبال ایران
  - قهرمان (۱): ۱۴۰۲